# Le Tonneau

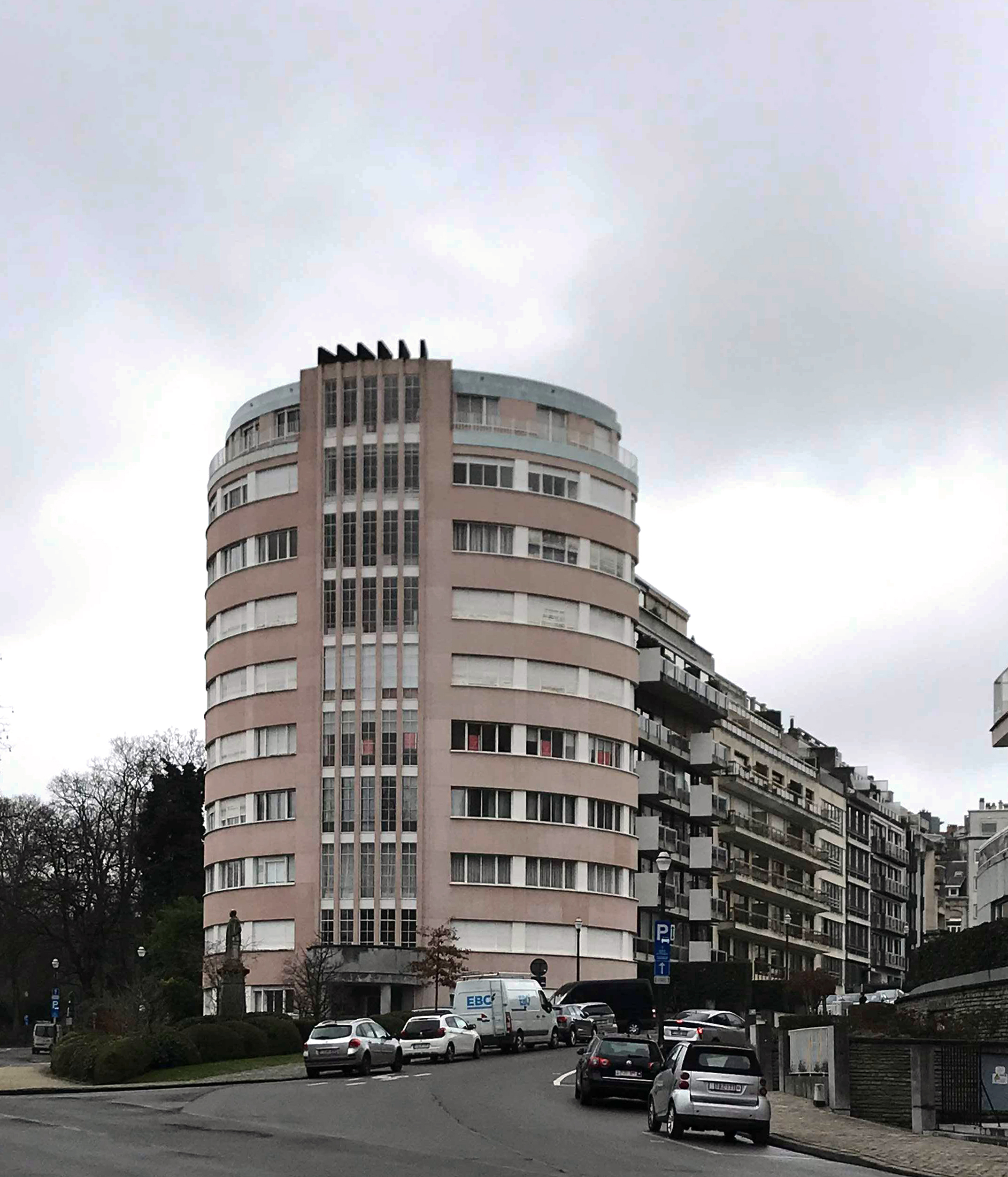

Le Tonneau is een appartementsgebouw in pakketbootstijl uit 1939-1940 in de Brusselse gemeente Elsene. Het werd ontworpen door Jean-Florian Collin met medewerking van Stanislas Jasinski en is sinds 2007 beschermd.
Collin richtte in 1935 het bedrijf Etrimo op, dat een voorloper was in de bouw van modernistische appartementen voor de middenklasse. Le Tonneau was een ellipsvormig kopgebouw op de hoek van de Generaal de Gaullelaan en de hellende Bellevuestraat. Het telt elf bouwlagen en heeft een parement van roze cement en lintvensters. Op de centrale beglaasde travee zijn verticale sporen aangebracht.

## Bron
- Cécile Dubois, Brussel art deco. Wandelingen in het stadscentrum, 2020, p. 29